# Démographie du Québec
 (janvier 2024).
 (janvier 2024).
La démographie du Québec, comme celle de  la plupart des sociétés développées est marquée en ce début de XXIe siècle par un faible taux de fécondité, insuffisant à lui seul à assurer le renouvellement des générations. L'indice de fécondité a augmenté entre les années 2003 à 2008, où il est passé de 1,50 à 1,73. En revanche, de 2008 à 2013, celui-ci a diminué de 1,73 à 1,65. Cette baisse de fécondité, survenue au Québec dans les années 1960 est toutefois tempérée par un accroissement de l'espérance de vie qui a augmenté de manière significative entre 1951 et 2005, passant durant cette période, de 64,4 ans à 77,6 ans chez les hommes et de 78,6 à 82,7 ans chez les femmes.
Entre 1991 et 2000, le Québec a enregistré 849 727 naissances contre 474 016 décès pour un solde naturel de 375 711 personnes. C'est  336 049 naissances de moins que durant les années 1960 (1 185 776).
Faisant face à un solde migratoire interprovincial négatif depuis les années 1960, l'immigration internationale — avec un solde migratoire net de 257 309 personnes entre 1991 et 2000 —, est devenu, depuis un demi-siècle un moteur de plus en plus important de progression démographique du Québec.
Le Québec pourrait compter 9,2 millions d'habitants en 2056. Si les tendances récentes en matière de fécondité et d'immigration se maintiennent, le Québec connaîtra un accroissement de sa population d'ici 2056, selon l'Institut de la statistique du Québec (ISQ). La population québécoise a franchi le cap des 8.2 millions d'habitants le 1er janvier 2014 pour une population de 35.5 millions d'habitants au Canada.
Le scénario de référence de Perspectives démographiques du Québec et des régions 2003-2053 prévoyait un déclin de la population à partir de 2031. Le taux de fécondité stagnait à environ 1,69 enfant par femme en 2011 et 1,68 en 2012. « On avait alors fait l'hypothèse que le taux de fécondité s'élèverait, puis se maintiendrait à 1,5 », a indiqué au Devoir le démographe Dominique André.
Actuellement, la population du Québec devient vieillissante à cause du manque de natalité chez les jeunes. Les aînés devraient être plus nombreux que les moins de 19 ans en 2036 (une différence de 228 000 individus, comparé à 79 000 pour les jeunes). Le baby boom de l'après-guerre, 1941-1960, fait son œuvre ce jour : les personnes nées durant cette période sont désormais près de l'âge de la retraite ou le sont actuellement. Cela occasionne une population vieillissante et une population active réduite. Il est nécessaire que le Québec étudie différentes solutions face à ce problème.

## Histoire démographique

### Nouvelle-France
En Nouvelle-France, dans la colonie du Canada (sans les Pays-d'en-Haut), la population était majoritairement d'origine française à 97,1 %, d'origine anglaise à 0,9 %. Les Acadiens composaient 0,6 % de la population et les autres Européens, 1 %. Quant aux Autochtones et aux personnes noires, ils n'étaient que 0,4 % de la population de la colonie pour l'entièreté du régime français. De 1629 à 1760, on recense au total 333 personnes noires dans la colonie.

### Évolution démographique

#### Évolution démographique du Québec en comparaison du reste du pays
| Année                                        | Population Canada | Population Québec | Part (%) Québec/Canada |
| -------------------------------------------- | ----------------- | ----------------- | ---------------------- |
| 1851                                         | 2 436 297         | 890 261           | 36,5                   |
| 1861                                         | 3 229 633         | 1 111 566         | 34,4                   |
| 1871                                         | 3 689 257         | 1 191 516         | 32,3                   |
| 1881                                         | 4 324 810         | 1 359 027         | 31,4                   |
| 1891                                         | 4 833 239         | 1 488 535         | 30,8                   |
| 1901                                         | 5 371 315         | 1 648 898         | 30,7                   |
| 1911                                         | 7 206 643         | 2 005 776         | 27,8                   |
| 1921                                         | 8 787 949         | 2 360 510         | 26,9                   |
| 1931                                         | 10 376 786        | 2 874 662         | 27,7                   |
| 1941                                         | 11 506 655        | 3 331 882         | 29,0                   |
| 1951                                         | 14 009 429        | 4 055 681         | 28,9                   |
| 1961                                         | 18 238 247        | 5 259 211         | 28,8                   |
| 1971                                         | 21 962 032        | 6 137 305         | 27,9                   |
| 1981                                         | 24 819 915        | 6 547 207         | 26,4                   |
| 1991                                         | 28 037 420        | 7 067 396         | 25,2                   |
| 1996                                         | 29 610 218        | 7 246 897         | 24,5                   |
| 2001                                         | 31 019 020        | 7 396 331         | 23,8                   |
| 2006                                         | 32 576 074        | 7 631 552         | 23,4                   |
| 2011                                         | 34 342 800        | 8 007 700         | 23,3                   |
| 2012                                         | 34 752 100        | 8 084 800         | 23,3                   |
| 2013                                         | 35 154 300        | 8 154 000         | 23,2                   |
| 2015                                         | 36 038 515        | 8 287 843         | 23,0                   |
| 2019                                         | 37 589 262        | 8 484 965         | 22,6                   |
| Source :Institut de la statistique du Québec |                   |                   |                        |

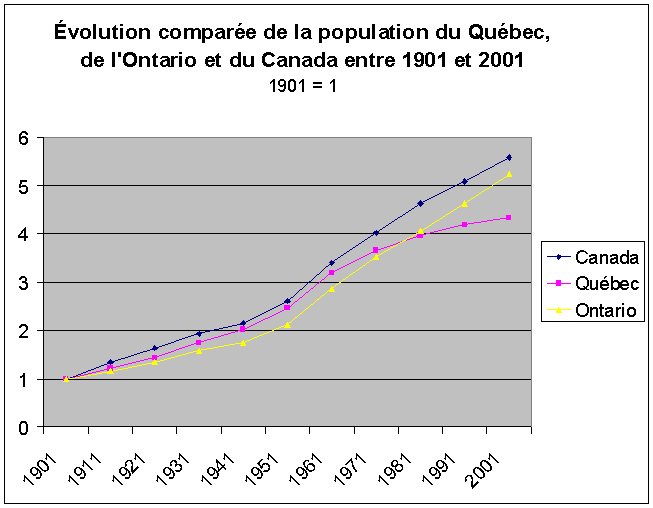
Graphique démographie du Québec

L'évolution comparée de la population du Québec, de l'Ontario et du Canada, montre que le Québec avait une démographie relativement dynamique jusqu'en 1961. La population a même cru à un rythme plus rapide qu'en Ontario entre 1901 et 1961. À partir de 1961, cependant, la croissance de la population québécoise fléchit considérablement, accélérant la chute de son poids relatif dans la fédération canadienne.

#### Évolution démographique des régions administratives (2006)
Région à croissance démographique
- Lanaudière (+ 2,10 %)
- Laurentides (+ 1,58 %)
- Laval (+ 1,56 %)
- Outaouais (+ 1,24 %)
- Montérégie (+ 1,12 %)
- Capitale-Nationale (+ 0,75 %)
- Centre-du-Québec (+ 0,68 %)
- Nord-du-Québec (+ 0,55 %)
- Chaudière-Appalaches (+ 0,53 %)
- Estrie (+ 0,53 %)
- Mauricie (+ 0,26 %)
- Abitibi-Témiscamingue (+ 0,15 %)
- Montréal (+ 0,09 %)

Région à décroissance démographique
- Bas-Saint-Laurent (- 0,04 %)
- Saguenay-Lac-Saint-Jean (- 0,25 %)
- Gaspésie-Îles-de-la-Madeleine (- 0,25 %)
- Côte-Nord (- 0,55 %)

On peut remarquer que le facteur migratoire interrégional est très important. Il explique la décroissance de la Côte-Nord et de bien d'autres régions éloignées ainsi que la faible progression (+0,09 %) de Montréal; en effet les habitants de l'Île de Montréal quittent pour les régions périphériques comme Lanaudière, les Laurentides ou la Montérégie, ce qui explique les fortes croissances dans ces régions. Certaines régions habituellement en décroissance ou en faible croissance ont profité de l'augmentation des naissances en 2006. Les composantes de la progression démographique en Abitibi-Témiscamingue sont le fort taux de natalité et une balance migratoire qui s'est nettement améliorée avec le «boom» minier de la région.

## Natalité et mortalité

### De 1901 à 2010
| Période   | Naissances | Taux de natalité moyen | Décès   | Solde naturel |
| --------- | ---------- | ---------------------- | ------- | ------------- |
| 1901-1910 | 678 156    | 38,5                   | 280 346 | 397 810       |
| 1911-1920 | 829 500    | 38,4                   | 339 580 | 489 920       |
| 1921-1930 | 849 017    | 33,0                   | 316 487 | 532 530       |
| 1931-1940 | 786 984    | 25,6                   | 330 084 | 456 900       |
| 1941-1950 | 1 069 742  | 29,5                   | 305 644 | 764 098       |
| 1951-1960 | 1 366 419  | 29,9                   | 315 013 | 1 051 406     |
| 1961-1970 | 1 185 776  | 21,0                   | 348 822 | 836 954       |
| 1971-1980 | 947 855    | 15,0                   | 430 587 | 517 268       |
| 1981-1990 | 891 445    | 13,2                   | 417 399 | 474 046       |
| 1991-2000 | 849 727    | 11,8                   | 474 016 | 375 711       |
| 2001-2010 | 802 109    | 10,51                  | 561 468 | 240 641       |

Source : Institut de la Statistique du Québec[source insuffisante]
On remarque que le taux de natalité a fortement régressé au cours du XXe siècle. Après un sursaut de 20 ans, entre 1941 et 1960 (le Baby boom), le taux de natalité a poursuivi sa chute amorcée au début du siècle. Il est aujourd'hui trois fois plus faible qu'il y a cent ans. On explique cette hausse de la natalité de 1941 par le début de la Seconde Guerre mondiale. L'expansion de la démographie à cette époque a duré jusqu'en 1965. Ce phénomène est expliqué par le retour des soldats à leur foyer. Les unions ont donc été retardées et les familles ont par le fait même été fondés qu'à la fin de la guerre et ce, tous au même moment. C'est ce qu'on appelle aujourd'hui le phénomène du baby-boom.

### Évolution récente
| Année | Naissances | Décès  | Taux de natalité (pour 1000 habitants) | Taux de mortalité (pour 1000 habitants) | Indice de fécondité (enfants par femme) |
| ----- | ---------- | ------ | -------------------------------------- | --------------------------------------- | --------------------------------------- |
| 2007  | 84 453     | 56 748 | 11,0                                   | 7,4                                     | 1,68                                    |
| 2008  | 87 865     | 57 149 | 11,3                                   | 7,4                                     | 1,73                                    |
| 2009  | 88 891     | 58 043 | 11,3                                   | 7,4                                     | 1,73                                    |
| 2010  | 88 436     | 58 841 | 11,2                                   | 7,4                                     | 1,70                                    |
| 2011  | 88 618     | 59 539 | 11,1                                   | 7,4                                     | 1,68                                    |
| 2012  | 88 933     | 61 007 | 11,0                                   | 7,6                                     | 1,68                                    |
| 2013  | 88 867     | 61 315 | 10,9                                   | 7,6                                     | 1,68                                    |
| 2014  | 88 037     | 63 244 | 10,8                                   | 7,8                                     | 1,67                                    |
| 2015  | 87 050     | 64 185 | 10,6                                   | 7,9                                     | 1,67                                    |
| 2016  | 86 324     | 63 589 | 10,5                                   | 7,7                                     | 1,66                                    |
| 2017  | 83 855     | 66 300 | 10,1                                   | 8,0                                     | 1,60                                    |

Source : Institut de la Statistique du Québec

### Indice synthétique de fécondité par région administrative (2021)
- Nord-du-Québec : 2,74
- Abitibi-Témiscamingue : 1,97
- Centre-du-Québec : 1,94
- Chaudière-Appalaches : 1,92
- Saguenay-Lac-Saint-Jean : 1,87
- Gaspésie-Îles-de-la-Madeleine : 1,84
- Côte-Nord : 1,82
- Lanaudière : 1,79
- Laurentides : 1,78
- Montérégie : 1,74
- Estrie : 1,71
- Mauricie : 1,70
- Bas-Saint-Laurent : 1,69
- Outaouais : 1,63
- Capitale-Nationale : 1,56
- Laval : 1,55
- Montréal : 1,26
- Ensemble du Québec : 1,58

Source : Institut de la Statistique du Québec

## Composition ethnique

### Minorités visibles
| Catégorie                    | En 2006    | En 2006    | En 2011    | En 2011    | En 2016    | En 2016    |
| Catégorie                    | Population | Proportion | Population | Proportion | Population | Proportion |
| ---------------------------- | ---------- | ---------- | ---------- | ---------- | ---------- | ---------- |
| Pas une minorité visible     | 6 781 550  | 91,2 %     | 6 882 285  | 89 %       | 6 933 085  | 87 %       |
| Minorité visible             | 654 355    | 8,8 %      | 850 240    | 11,0 %     | 1 032 365  | 13 %       |
| Noire                        | 188 070    | 2,5 %      | 243 625    | 3,2 %      | 319 230    | 4,0 %      |
| Arabe                        | 109 020    | 1,5 %      | 166 260    | 2,2 %      | 213 740    | 2,7 %      |
| Latino-Américaine            | 89 510     | 1,2 %      | 116 380    | 1,5 %      | 133 920    | 1,7 %      |
| Sud-Asiatique                | 72 850     | 1,0 %      | 83 320     | 1,1 %      | 90 335     | 1,1 %      |
| Chinoise                     | 79 825     | 1,1 %      | 82 850     | 1,1 %      | 99 505     | 1,2 %      |
| Asiatique du Sud-Est         | 50 460     | 0,7 %      | 65 855     | 0,85 %     | 62 820     | 0,8 %      |
| Philippine                   | 24 200     | 0,33 %     | 31 495     | 0,41 %     | 34 910     | 0,4 %      |
| Asiatique occidentale        | 16 120     | 0,22 %     | 23 445     | 0,3 %      | 32 400     | 0,4 %      |
| Coréenne                     | 5 310      | 0,07 %     | 6 665      | 0,09 %     | 8 055      | 0,1 %      |
| Japonaise                    | 3 535      | 0,05 %     | 4 025      | 0,05 %     | 4 570      | 0,1 %      |
| Minorités visibles multiples | 11 310     | 0,15 %     | 17 420     | 0,22 %     | 23 040     | 0,3 %      |
| Minorité visible, n.i.a.     | 4 155      | 0,06 %     | 8 895      | 0,12 %     | 9 845      | 0,1 %      |
| Total                        | 7 435 900  | 100,0 %    | 7 732 525  | 100,0 %    | 7 965 450  | 100,0 %    |

Source: Statistique Canada,,,.

### Population autochtone
| Identité   | En 2006    | En 2006    | En 2011    | En 2011    | En 2016    | En 2016    |
| Identité   | Population | Proportion | Population | Proportion | Population | Proportion |
| ---------- | ---------- | ---------- | ---------- | ---------- | ---------- | ---------- |
| Autochtone | 108 425    | 1,5 %      | 141 915    | 1,8 %      | 182 885    | 2,3 %      |
| Allochtone | 7 327 475  | 98,5 %     | 7 590 605  | 98,2 %     | 7 782 560  | 97,7 %     |
| Total      | 7 435 905  | 100,0 %    | 7 732 520  | 100,0 %    | 7 965 450  | 100,0 %    |

Source: Statistique Canada,.

## Langues
| Langue maternelle | Population (2011) | Pourcentage de la population totale |
| ----------------- | ----------------- | ----------------------------------- |
| Français          | 6 164 745         | 78,9 %                              |
| Anglais           | 647 655           | 8,3 %                               |
| Autre             | 1 003 545         | 12,8 %                              |
| Population totale | 7 815 955         | 100,0 %                             |

## Immigration

### Solde migratoire
| Période   | Solde des migrations internationales | Solde des migrations interprovinciales | Solde migratoire total |
| --------- | ------------------------------------ | -------------------------------------- | ---------------------- |
| 1961-1970 | 24 301                               | -135 552                               | -111 251               |
| 1971-1980 | 166 642                              | -213 883                               | -65 746                |
| 1981-1990 | 194 642                              | -122 143                               | 72 499                 |
| 1991-2000 | 257 309                              | -121 132                               | 136 177                |
| 2001-2010 | 336 923                              | -50 546                                | 286 377                |

Source : Institut de la statistique du Québec http://www.stat.gouv.qc.ca/statistiques/population-demographie/migration/internationales-interprovinciales/601.htm
Le Québec est depuis longtemps une terre d'accueil pour l'immigration internationale. Cet important apport d'immigrants est cependant tempéré par la forte émigration des Québécois vers les autres provinces canadiennes. Depuis 1960, le solde migratoire interprovincial a toujours été négatif. Ce phénomène a plusieurs composantes. Plusieurs immigrants internationaux ayant choisi le Québec comme terre d'accueil repartent après quelques années vers d'autres provinces, ce qui fait du Québec qu'une étape dans le parcours de ces immigrants.
L'émigration des anglophones du Québec vers le Canada anglais a été un phénomène très important dans le passé. Il explique en bonne partie l'imposant solde négatif qu'on observe dans la décennie 1971-1980, époque marquée par la montée du mouvement souverainiste québécois et l'arrivée au pouvoir d'un gouvernement du Parti québécois en 1976.[réf. nécessaire]
L'autre composante de cette émigration vers les autres provinces est l'attrait que représentent les économies fortes de l'Ontario, de l'Alberta et de la Colombie-Britannique chez tous les Québécois, y compris les francophones. D'ailleurs, le mouvement des anglophones peut déjà être remarqué entre les recensements 1961, 1966, 1971, et est attribuable en bonne partie à la nouvelle voie maritime du St-Laurent (1959), qui augmentait grandement le rythme auquel une entreprise des Grands Lacs pouvait recevoir des marchandises par bateau, ce qui a favorisé Toronto, alors que Montréal avait été longtemps développée comme terminus des grosses livraisons maritimes.[réf. nécessaire]
L'immigration est un point fort pour le rétablissement de la démographie qui se trouve à être critique au Québec ces dernières années. Au cours de l'année 2013, le nombre d'immigrants au Québec s'est élevé à 51 959 personnes. L'immigration contribue a équilibrer la population québécoise et canadienne depuis 1990 et continuera de le faire pour les années à venir. Également, l'immigration contribue à combler une partie de la main-d'œuvre manquante dû à la réduction de la population active.

## Perspectives démographiques
Si la tendance démographique observée au cours des dernières années se poursuit, la population du Québec pourrait passer de 8,4 millions d’habitants en 2018 à 9 millions en 2030 et s’élever à près de 10 millions en 2066. Tel est le constat du scénario de référence tiré de l'édition 2019 des perspectives démographiques de l’Institut de la statistique du Québec.
Une situation de croissance démographique plus favorable permettrait d’atteindre 10 millions d’habitants dès 2038, et 12 millions en 2066. À l’opposé, le scénario représentant une situation de plus faible croissance démographique pourrait se traduire par un plafonnement à 8,59 millions d’individus entre 2028 et 2031, suivi d’un déclin qui ramènerait la population du Québec à 7,75 millions d’habitants en 2066.
Cette évolution démographique ne sera toutefois pas uniforme dans les différentes régions du Québec. D’ici 2031, chaque région fera face à l’une des quatre situations suivantes : une croissance vigoureuse (cinq régions), une croissance continue mais modérée(six régions), une baisse continue (trois régions), une transition de croissance à décroissance (trois régions).
Pour ce qui est de la population vieillissante, des tableaux de l'Institut de la statistique du Québec démontrent que d'ici 2061, le groupe de personnes le plus nombreux sera celui des personnes âgées de 85 ans et plus.

## Répartition de la population selon le type de région (2001)[21]
| Catégorie                                               | Pourcentage | Population |
| ------------------------------------------------------- | ----------- | ---------- |
| Régions essentiellement urbaines                        | 55,1 %      | 3 985 936  |
| Régions intermédiaires                                  | 21,2 %      | 1 536 022  |
| Régions rurales voisines de régions métropolitaines     | 10,3 %      | 748 456    |
| Régions rurales non voisines de régions métropolitaines | 12,3 %      | 889 269    |
| Régions rurales du Nord et éloignées                    | 1,1 %       | 77 796     |
| Total                                                   | 100,0 %     | 7 237 479  |

#### Démographes québécois
- Robert Bourbeau
- Hubert Charbonneau
- Hervé Gauthier
- Jacques Henripin
- Michel Paillé
- Marc Termote